# Diocesi di Sibidonda
La diocesi di Sibidonda (in latino: Dioecesis Sibidundensis) è una sede soppressa del patriarcato di Costantinopoli e una sede titolare della Chiesa cattolica.

## Storia
Sibidonda, identificabile con Bedes nell'odierna Turchia, è un'antica sede episcopale della provincia romana della Frigia Salutare nella diocesi civile di Asia. Faceva parte del patriarcato di Costantinopoli ed era suffraganea dell'arcidiocesi di Sinnada.
La sede non è menzionata da Michel Le Quien nell'opera Oriens Christianus e nessuno dei suoi vescovi è tramandato dalle fonti antiche. Sibidonda (Σιβίνδου) è tuttavia registrata nelle Notitiae Episcopatuum del patriarcato fino al XII secolo.
Dal 1933 Sibidonda è annoverata tra le sedi vescovili titolari della Chiesa cattolica; il titolo finora non è mai stato assegnato.